# 大盧基區

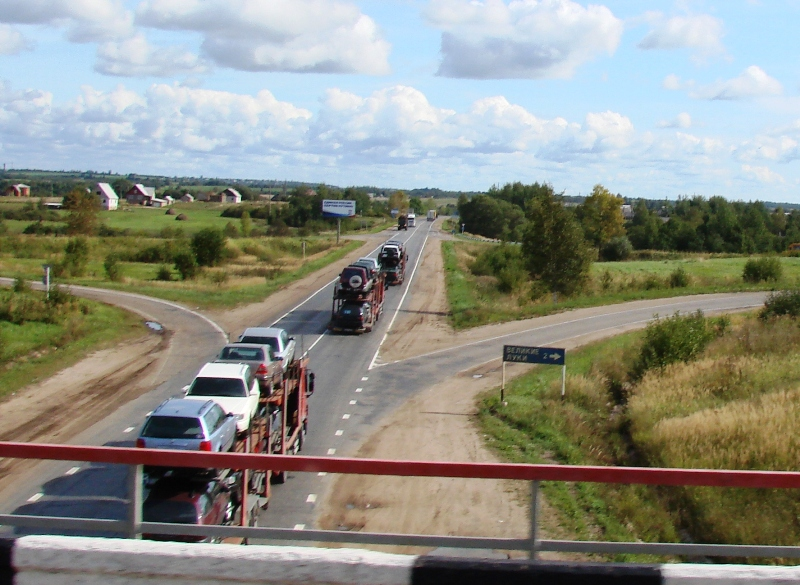

56°20′N 30°32′E / 56.333°N 30.533°E
大盧基區（俄语：Великолукский район），是俄羅斯的一個區，位於該國西北部，气候寒冷，由普斯科夫州負責管轄，面積2,960平方公里，2010年人口22,121，人口密度每平方公里7.47人。